# Олімпіакос (Нікосія)
Олімпіакос Лефкосіас або просто «Олімпіакос» (грец. Ολυμπιακός Λευκωσίας) — професіональний грецький кіпрський футбольний клуб з міста Нікосія, зараз виступає в Другому дивізіоні чемпіонату Кіпру. Клуб було засновано в 1931 році. Один з засновників Футбольної асоціації Кіпру. Клубні кольори — чорні та зелені. Домашній стадіон Олімпіакоса, «Нью ГСП», вміщує 23 400 сидячих місць. Головне прізвисько клубу, «мавропрасіні», означає «чорно-зелені», крім нього, використовується ще й Тактакалас, один з кварталів Нікосії, в якому міститься штаб-квартира клубу.
«Олімпіакос» (Нікосія) тричі ставав переможцем чемпіонату Кіпру, одного разу — кубку Кіпру та одного разу суперкубку Кіпру.
Раніше клуб мав футбольне поле з легкоатлетичними доріжками, а також секції з баскетболу, волейболу, їзди на велосипеді, настільного тенісу, важкої атлетики та міні-футбольну команду. Окрім цього, раніше клуб мав оркестр, хор та навіть власний літній табір, саме останнє й пояснює присутність на клубній емблемі намету.

## Історія

### Золоте десятиліття
Період з 1962 по 1972 роки увійшов у історію Олімпіакоса як «Золоте десятиліття», оскільки клуб був переможцем Чемпіонату Кіпру тричі, ще тричі клуб займав друге місце, в той е час як став єдиним футбольним клубом Кіпру, який тричі брав участь в Першому дивізіоні грецького чемпіонату.
Цей період розпочався сезоном 1961/62 років, коли «Олімпіакос» вперше в історії клубу вийшов фіналу Кубку. Незважаючи на це, команда не змогла виграти цей трофей, оскільки він поступився «Анортосісу» з рахунком 2:5.
Незважаючи на те, що фундамент майбутніх успіхів уже було закладено, проте в сезоні 1964/65 років, Гіоргос Палеціос, найстарший футболіст Олімпіакоса, який віддав клубу 18 років власної кар'єри та тривалий час був незмінним капітаном команди, погодився керувати командою, при цьому відмовився від заробітної плати за свою роботу. Палеціос розпочав зміни в складі команди, й почав поступово залучати до команди молодих й талановитих гравців: Кеттеніса, Лімбуріса та Аргіру. Завдяки юнацькому запалу, команді вдалося посісти друге місце в національному чемпіонаті, проте того ж сезону найкращим бомбардиром чемпіонату став Костакіс Перідіс, який відзначився 21-им голом.
В сезоні 1965/66 років клуб знову посів друге місце, набравши 49 очок й відстав лише на 1 очко від переможця чемпіонату, «Омонії». Найкращим бомбардиром чемпіонату знову став гравець «Олімпіакоса», Панікос Ефтиміадес забив 23 м'ячі.
У сезоні 1966/67 років «Олімпіакос» домінував у кіпріотському чемпіонаті, на чолі з головним тренером Памбосом Авраамідісом, команда зайняла перше місце й виграв чемпіонат з 55-ма набраними очками, випередивши АПОЕЛ, який в останній грі сезону розбив Аріс Лімассол з величезний рахунком 17:1. Доля чемпіонського титулу вирішилася в останньому турі за різницею забитих та пропущених м'ячів, незважаючи на розгромну перемогу АПОЕЛа, «Олімпіакос» все ж мав найкращу різницю забитих та пропущених м'ячів.
В 1967 році «Олімпіакос» зустрівся з переможцем національного кубку «Аполлон» (Лімассол), якого переміг з рахунком 1:0 й став володарем Щита Паккоса (в той час цей Щит був Суперкубком Кіпру).

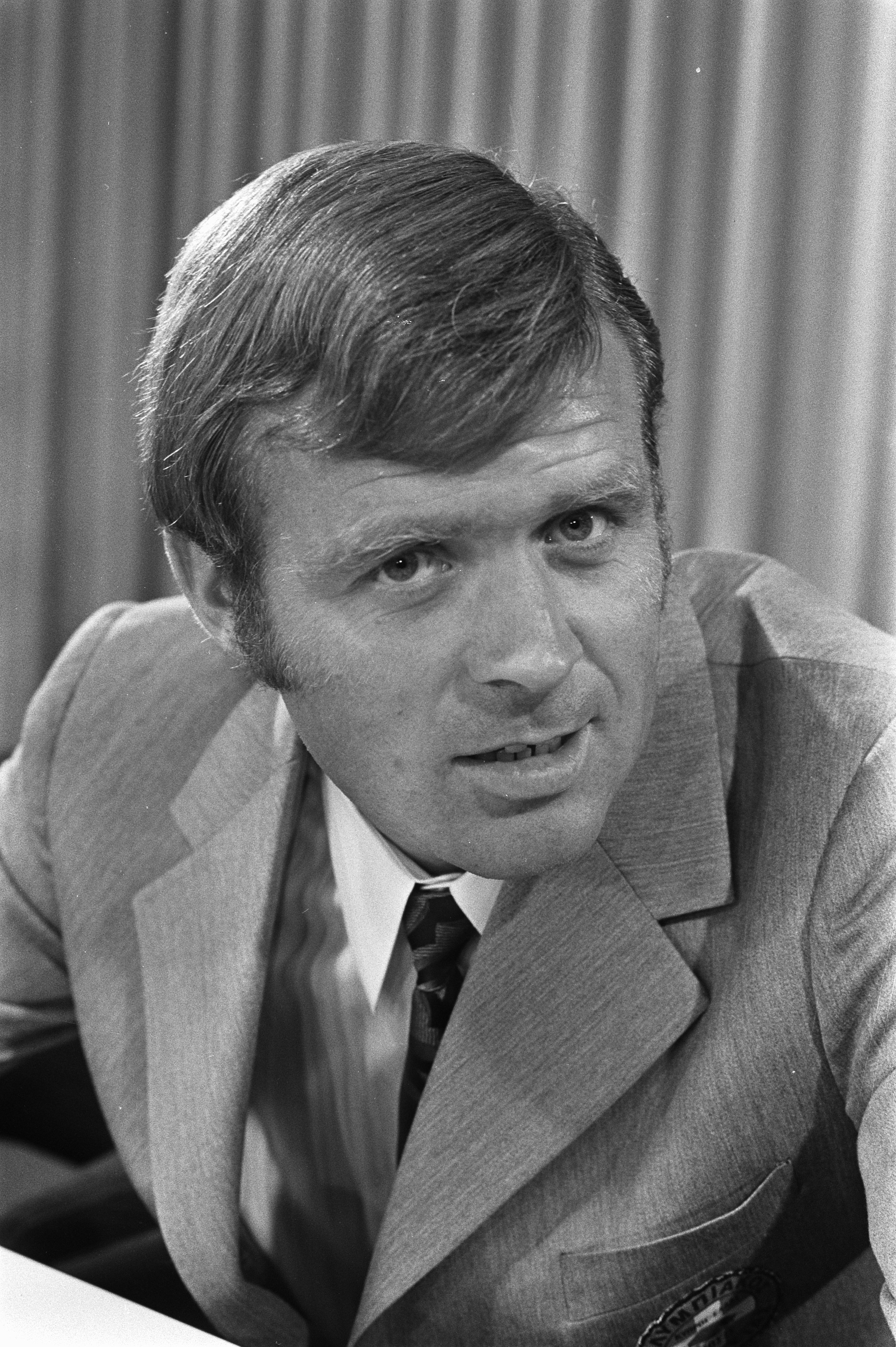
Тренер Роб Бредлі в 1971 році

В сезоні 1968/69 років «Олімпіакос» з англійським тренером Еріком Бруксом знову став переможцем національного чемпіонату, набравши, як і «Омонія», 52 очки. Тим не менше «Олімпіакос» мав найкращу різницю забитих м'ячів. Найкращим бомбардиром чемпіонату знову став Панікос Ефтиміадес (17 голів).
Втретє переможцем чемпіонату клуб став у сезоні 1970/71 років, коли командою керував інший англійський тренер, Роб Бредлі, з яким «Олімпіакос» набрав 31 очко, в той час як срібний призер чемпіонату, «Дігеніс Морфу», набрав лише 27. Титул найкращого бомбардира чемпіонату цього розділили аж 3 гравці, кожен з яких відзначився по 11 разів, серед них був і Панікос Ефтиміадес.
У сезоні 1972/73 років «Олімпіакос» фінішував другим, а в сезоні 1974/75 років фінішував на третьому місці.
В 1971 році «Олімпіакос» став переможцем кубку Палігенезіас, який організовувала Кіпрська федерація футболу (КОП), перегравши «Неа Саламіна Фамагуста». В це золоте десятиліття «Олімпіакос» тренували: Памбос Авраамідіс, Гіоргос Палеціос, Такіс Папексаніу, Ерік Брукс та Роб Бредлі.
Найкращими гравцями цього десятиліття були: Андреас Філотас, Варнавас Хірістофі, Нікос Теохарідіс, Демос Флуренцу, Гіоргос Хаджиконстантінос, Дімітріакіс Аргіру, Янніс Ксіполітас, Саввакіс Константіну, Міхалакіс Аргіру, Сотіріакіс Георгіу, Лакіс Авраамідіс, Маркос Марку, Андреас Ніколау (Лімпойріс), Васіліс Фрагкіску (Каціс), Дімітріадіс, Тасос Лука, Андреас Ассіотіс, Гіоргос Кеттеніс, Панікос Ефтиміадес, Костакіс Піерідіс, Харламбос Партасідіс, Гіаннос Павлу, Такіс Папеттас, Кокос Міхаел, Нікос Маілос, Міхаліс Ставру, Гіоргос Арістедіу, Кулліс Іліадіс, Лакіс Мацідіс, Панайотіс Продрому, Гіанніс Серафеїм.

### Грецький досвід
«Олімпіакос» став першою кіпрською футбольною командою, яка брала участь у Всегрецькому чемпіонаті, в сезоні 1967/68 років, а також ще двічі, в 1969/70 та в 1971/72 роках, таким чином він став єдиним кіпрським клубом, який тричі брав участь в першому дивізіоні національного чемпіонату Греції. «Олімпіакос» також брав участь у всіх трьох європейських клубних змаганнях.

### Європейський досвід
У Кубку європейських чемпіонів 1967 року клуб зустрівся з ФК «Сараєво» (Югославія). У першій грі команди зіграли в нічию з рахунком 2:2, а в другому матчі «Олімпіакос» поступився з рахунком 1:3.
Також в Кубку європейських чемпіонів, «Олімпіакос» (Нікосія) грав проти мадридського «Реала» в 1969 році, програвши обидва матчі з рахунком 0:8 та 1:6. Дещо пізніше «Олімпіакос» виступав у тому ж турнірі в 1971 році, в якому зустрівся з нідерландським «Феєнордом» і програв обидва матчі з рахунком 0:8 та 0:9.
У Кубку кубків, Олімпіакос взяв участь один раз в 1977 році грав проти румунської Університатя (Крайова), а в 1973 році «Олімпіакос» грав проти німецької команди «Штутгарт», у Кубку УЄФА.
Всі ці матчі «Олімпіакос» змушений був грати далеко від дому, оскільки в той час жоден кіпрський стадіон не відповідав стандартам УЄФА.

### Кубкові досягнення
У 1977 році «Олімпіакос» (Нікосія) переміг «Алкі» (Ларнака) з рахунком 2:0 й став володарем Кубку Кіпру. У 1991 році «Олімпіакос» поступився у фіналі кубку Кіпру з рахунком 0:1 «Омонії». Це була їх остання участь в фіналах Кубку Кіпру.

### Черговий успіх
«Олімпіакос» (Нікосія) також грав у Кубку УЄФА (після завершення чемпіонату Кіпру на другому місці) в сезоні 2001/02 років проти угорської команди «Дунауйварош» (нічия 2:2 в Нікосії та виїзна перемога з рахунком 4:2, перша для клубу в єврокубках) й вийшов до наступного раунду турніру, в якому поступився бельгійському «Брюгге» й припинив боротьбу в турнірі.

### Нещодавнє вибування
В 2007 році через величезні борги клубу, «Олімпіакос» продав телевізійні права на свої домашні поєдинки до 2016 року дуже поспішно й за мізерні кошти (контракт був розрахований на 9 сезонів), проте навіть ці кошти не дозволили клубу покрити свої борги, до того ж команда мала досить скромні фінансові надходження від продажу квитків та залучення спонсорських коштів. У сезоні 2007/08 років фінансова криза завадила «Олімпіакосу» створити сильну команду, через що вперше в своїй історії вона фінішувала в нижній частині турнірної таблиці. До того ж втретє в своїй історії команда вилетіла до нижчого дивізіону. В обох попередніх випадках, сезонах 1983/84 та 1997/98 років. «Олімпіакос» затримувався в ньому лише на один сезон і вже як переможець Другого дивізіону чемпіонату Кіпру повертався до еліти національного чемпіонату.
Клуб зробив усе ж спробу реорганізації та швидкого повернення до вищого дивізіону національного чемпіонату. У сезоні 2008/09 років «Олімпіакос» посів 4-те місце в чемпіонаті, клубу не вистачило лише 1 очка, щоб повернутися до вищого дивізіону.
У сезоні 2009/10 років багаторічний воротар «Олімпіакоса» Петрос Савва став новим президентом клубу. На посаду головного тренера команди Савва знову запросив колишнього півзахисника «Олімпіакоса», Андроса Кулумбріса. Проте по закінченні першого кола чемпіонату через невдалу гру команди в обороні Кулумбріса було звільнено з посади головного тренера, незважаючи на те, що по завершенні першого кола «Олімпіакос» перебував на 3-му місці.
Протягом наступних 7-ми матчів командою керував Саша Йованич, під керівництвом якого «Олімпіакос» здобув лише 2 перемоги й команда опустилася на 5-те місце, через такі дуже невдалі результати його й було звільнено з займаної посади, після чого до клубу запросили колишнього півзахисника та тренера клубу, Никодимуса Папавасиліу.
Під керівництвом Папавасиліу команда продемонструвала набагато кращу гру й пробилася до серії плей-оф за право виходу до вищого дивізіону чемпіонату Кіпру, оскільки регулярну частину сезону команда завершила на 3-му місці. За підсумками плей-оф «Олімпіакос» зберіг 3-тє місце й отримав путівку до вищого дивізіону, але незважаючи на перемогу в плей-оф по завершенні сезону контракт з Никодимусом Папавасиліу не було продовжено.

### Повернення до вищого дивізіону
У сезоні 2011/12 років відбулося декілька змін в «Олімпіакосі», зокрема новий тренер клубу, який раніше працював у «Ксанті», грек Нікос Пападопулос для зміцнення оборони вирішив запросити до команди гравців, які раніше виступали в Греції. Декілька змін було внесено й до атакувальної лінії команди, а деякі передсезонні результати засвідчили погіршення гри команди в нападі, в порівнянні з минулим сезоном, особливо після відходу найкращого бомбардира клубу. Пападопулос та керівництво клубу в кінці лютого 2012 року за взаємною згодою сторін вирішили припинити співпрацю, під його керівництвом «Олімпіакос» вийшов до 1/4 фіналу, але в чемпіонаті посів четверте місце з кінця турнірної таблиці, незважаючи на надійнішу гру в захисті, клуб втратив свій атакуючий стиль та пресинг з тотальним володінням м'яча, й часто після першого пропущеного м'яча програвали зустріч.
Никодимус Папавасиліу знову став головним тренером клубу, після того як Саввас та Папавасиліу домовилися про зменшення заробітної плати тренера. Також було оголошено й про скорочення клубного бюджету, в зв'язку з тим у команді зможуть залишитися лише декілька гравців з минулорічного складу. Команда розпочала сезон з показником -3 у графі набрані очки через невідповідність критеріям УЄФА по фінансовому fair play. Після 2-ох матчів національного чемпіонату Папаваиліу отримав пропозицію про перехід до клубу «Аполлон» (Лімасол), тому Олімпіакос та тренер вирішив розірвати контракт за обопільною згодою сторін.
Ренос Деметріадес, колишній захисник нікосійського «Олімпіакоса», став новим головним тренером команди. На чолі з Деметріадесом «Олімпіакос» першу частину сезону команда трималася в середині турнірної таблиці й навіть могла поборотися за місця в її верхній частині, незважаючи на втрату ключових гравців під час січневого трансферного вікна, у другій частині сезону мала гарні шанси для збереження свого місця у верхній частині таблиці, допоки несподівано клуб не втратив домашній стадіон, саме ця втрата змусила клуб боротися за збереження свого місця у вищому дивізіоні, крім того, Деметріадес був замінений на Маріуса Константіну.

### Економічні проблеми
Вчетверте в своїй історії клуб вилетів до нижчого дивізіону за підсумками сезону 2012/13 років, сталося це після поразки в останньому турі чемпіонату, яка відкинула команду на третє знизу місце в турнірній таблиці, незважаючи на те, що клуб мав однакову кількість очок та різницю забитих-пропущених м'ячів з «Неа Саламіна Фамагуста», але мав гіршу різницю в очних протистояннях.
Сезон 2013/14 років команда розпочала з показником -6 у графі набрані очки через невідповідність критеріям фінансового fair play УЄФА. Президент Петрос Савва та головний тренер Маріос Константіну відкрили можливість для повернення багаторічного захисника «Олімпіакоса» Костаса Серафіма на посаду головного тренера, а колишній президент «Олімпіакоса» Демос Георгіадес повернувся на свою колишню посаду, але як виконувач обов'язків. Серафім, який запропонував свої послуги абсолютно безкоштовно, провів реорганізацію в клубі. Зі старого складу в команді залишилися лише капітан команди, захисник Ніколас Ніколау, та віце капітан, півзахисник Кіріякос Полікарпу. Всі легіонери залишили клуб. Молоді гравці «Олімпіакоса», такі як форвард Гіанніс Мавру та воротар Константінос Панагі стали виступати в основному складі. Разом з іншими гравцями віком до 21 року, а також з трьома легіонерами віком до 21 року, клуб намагався провести реорганізацію та повернутися до вищого дивізіону національного чемпіонату якомога швидше.
В чотирьох матчах команді вдалося здобути 3 перемоги й у графі набрані очки вийти на позитивний результат. При цьому в разі відсутності санкцій з боку УЄФА клуб боровся б за найвищі місця. Проте після позитивного результату на початку сезону молоді гравці надалі не змогли впоратися з добротними колективами Другого дивізіону кіпрського чемпіонату й зазнали шести поразок поспіль, крім того, з клубу було знято ще три очки, що призвело до відставки головного тренера Костаса Серафіма в грудні 2013 року й призначення на цю посаду Савваса Параскеви, колишнього тренера молодіжної збірної Кіпру. Прихід Параскеви не зупинив падіння клубу й в підсумку він фінішував на 6-му місці. Після розширення Другого дивізіону чемпіонату Кіпру до 14 команд, клуб врятувався від вильоту до третього дивізіону й у сезоні 2014/15 років продовжив виступати в Другому дивізіоні чемпіонату Кіпру. Проте з боргом в понад 1,6 мільйони євро майбутнє команди виглядало досить печальним.
Сезон 2014/15 років команда розпочала з показником -3 в графі набрані очки, а в грудні отримала ще -3 очки штрафу від УЄФА й продовжила свою рекордну серію з перебування у другому дивізіоні. Новим тренером команди став колишній атакувальний півзахисник «Олімпіакоса» Горан Петковський, а новим президентом клубу став Маріос Маврікіос, колишній прес-секретар клубу на початку 2000-х років. Клуб знову продовжив існувати в режимі жорсткої економії та самозбереження, намагаючись уникнути вильоту та погасити старі борги, в команді було лише три легіонери у віці до 21 року, два досвідчених кіпріотських футболіста, решта ж гравців були молодше 21 року. Як результат клуб зміг скоротити борг перед своїми колишніми гравцями до 600 000 євро, й в останньому турі уникнув вильоту до третього дивізіону.
Сезон 2015/16 років клуб знову розпочав з показником -3 у графі набрані очки, проте все з тим же тренером та президентом, що й у попередньому сезоні, керівництво знов поставило мету повернутися до вищого дивізіону національного чемпіонату. Для досягнення цієї мети були направлені кошти на погашення старих боргів перед колишніми гравцями клубу, крім того, була скасована заборона на підписання досвідчених гравців. Колишній капітан, опорний півзахисник та тренер Костас Серафим 27 липня став новим президентом клубу, заборона була знята 28 серпня у зв'язку зі скороченням заборгованості перед колишніми гравцями до 470 000 євро й президент клубу 29 серпня оголосив про звільнення Горана Петковського, а 1 вересня призначив на цю посаду Хрісіса Міхаела. Клуб провів вдалий сезон, більшу частину якого перебував на другому місці, але за один тур до завершення опустився на 3-тю сходинку в турнірній таблиці. Проте вони зіграли в нічию в останньому турі й, таким чином, не змогли підвищитися в класі через негативний баланс особистих поєдинків з «Анагеннісі», тому «Олімпіакос» залишився на рекордний для себе четвертий сезон у другому дивізіоні чемпіонату Кіпру.
Напередодні початку сезону 2016/17 років перед командою знову було поставлене завдання вийти до Першого дивізіону чемпіонату Кіпру. Хрісіс Міхаел залишився на своїй посаді. Новим президентом став доктор Андреас Арістодему. Борг перед колишніми гравцями клубу було скорочено до 420 000 євро. Грек Гіанніс Георгарас зайняв посаду Технічного директора. 24 липня контракт з Хрісасом Міхаелом було розірвано за взаємною згодою сторін й екс-капітан клубу Ніколас Ніколау був призначений виконувачем обов'язків головного тренера, допоки 12 серпня 2016 року Савваса Параскева не змінив його на цій посаді. Ніколау повернув обмеження щодо залучення до команди лише гравців до 21 року. 3 листопада 2016 року президент клубу подав у відставку, а Костас Серафім замінив його на цій посаді. 4 листопада 2016 року він та Саввас Параскева припинили співпрацю за згодою сторін, а Хрісіс Міхаел знову повернувся на посаду головного тренера. На початку січня клуб знаходився на третьому місці в турнірній таблиці чемпіонату.

## Досягнення
- Чемпіонат Кіпру
  -  Чемпіон (3): 1967, 1969, 1971

- Кубок Кіпру
  -  Володар (1): 1977

- Суперкубок Кіпру
  -  Володар (1): 1967

- Другий дивізіон чемпіонату Кіпру
  -  Чемпіон (2): 1983/84, 1997/98

## Стадіон
Починаючи з 1999 року, за винятком чотирьох сезонів, клуб грав на стадіоні GSP, місткістю 22859 місць, найбільшому на Кіпрі, який вони поділяють з місцевими суперниками АПОЕЛом та «Омонією».
Раніше Олімпіакос грав на старому стадіоні GSP (1934—1998) та стадіоні «Макаріу» (1998—1999) (2008—2009) (2013-). На цих обох стадіонах він також проводили свої домашні матчі «АПОЕЛ» і «Омонія», але «Олімпіакос» був єдиний клуб грав на старому стадіоні GSP між 1978 і 1998 роками, в той час як АПОЕЛ і «Омонія» виступали на стадіоні «Макаріу».

## Вболівальники
В 2004 році уболівальники «Олімпіакоса» утворили пангрецьку фанатську організацію «Такталас 1931», яка отримала свою назву завдяки району старої Нікосії, де розташовувався клубний офіс і стара тренувальна база, а зараз розташовується футбольна академія «Промахонас» (недалеко від старої Венеціанські Стіни Нікосії). А цифри «1931» имволізують дату заснування клубу.
Традиційно «Олімпіакос» підтримували мешканці старої частини Нікосії, навколо Венеціанської Стіни, найвищих показників відвідуваності клуб досяг наприкінці 1960-их—на початку 1970-их років, коли уболівальники з усього Кіпру були присутніми на домашніх матчах «Олімпіакоса» на старому стадіоні GSP, який заповнювали 12 000 глядачів, особливого ажиотажу у вболівальників викликали матчі клубу під час їх виступу в Першому дивізіоні грецького чемпіонату. Після 1977 року, коли команда здобула свій останній трофей, кількість фанатів почала поступово скорочуватися. В Нікосії, в якій виступали ще два клуби, кількість фанів почала скорочуватися через дві основні причини. Першою причиною була міграція з центру міста Нікосія на його околиці в 1974 році, що означало зменшення кількості вдолівальників клубу, незважаючи на це клуб вирішив залишити свою базу та переїхати на «зелену лінію», яка розділяла Нікосію. Крім того, турецьке вторгнення спричинило серйозні фінансові проблеми в клубі, а той факт, що команда базувалася у внутрішній частині міста поряд із «зеленою лінією» тільки ускладнювала ці речі. До кінця 1990-их років навіть найвідданіші вболівальники клубу розчарувалися в команді через тривалу відсутність нових завойованих трофеїв й або перестали приходити на домашні поєдинки клубу, або почали підтримувати інші футбольні клуби Нікосії, які були заможнішими та мали можливість здобувати нові трофеї, в першу чергу це стосується АПОЕЛу. Можна стверджувати, що в цілому клуб не зміг поступово перейти з аматорського футболу до професіонального наприкінці 1980-их років, в основному, через вище вказані причини. Крім того, молодше покоління кіпріотів не зростали на матчах «Олімпіакоса» в національному чемпіонаті, тому незважаючи на те, що їх батьки підтримували «Олімпіакос», в період з 1980 по 2000 роки вони, в основному, підтримували інші клуби міста.
Переважна більшість вболівальників клубу належить до старшого покоління й дуже рідко беруть участь в фанатських сутичках, якщо їх активно не провокують. Крім того, вони, як правило, притримуються правих політичних поглядів, хоч і не підтримують жодної політичної партії, ці вболівальники з особливим настроєм згадують той час, коли «Олімпіакос» грав з грецькими командами в Першому дивізіоні грецького чемпіонату.
На початку 2000-их років, з переходом від напівпрофесійного до професійного футболу на Кіпрі, а також з багатим президентом на чолі клубу, команда переживає нетривалий період відродження й виступає в Кубку УЄФА, оскільки клуб вперше за останні 25 років зайняв друге місце, цей факт дозволив збільшити відвідуваність нового стадіону GSP до близько 5000 глядачів в обох домашніх єврокубкових матчах. Уболівальники «Олімпіакоса» мають напружені відносини, хоч і не такі напружені як під час їх виступів у Нікосії, з вболівальниками «Лімассолу» та «Анортосісу» й завжди підтримували свою команду. Навіть коли клуб вилетів через економічні проблеми до Другого дивізіону чемпіонату Кіпру в період з 2008 до 2010 роки 300 найактивніших вболівальників разом з командою їздили по всіх найвіддаленіших куточках країни, в той час як на домашніх матчах були присутніми від 500 до 750 уболівальників. В даний час на домашніх матчах Першого дивізіону чемпіонату Кіпру присутні від 1 000 до 2 000 уболівальників й постійно підтримують своїх улюленців, при цьому вимагають повернення колишньої слави клубу.

## Склад команди
Станом на 6 січня 2017
| №  | Поз. | Нац.       | Гравець                                         |
| -- | ---- | ---------- | ----------------------------------------------- |
| 1  | ВР   | Албанія    | Іслі Хіді                                       |
| 4  | ЗХ   | Кіпр       | Ангелос Поуїуккас                               |
| 5  | ЗХ   | Кіпр       | Ангелос Ціакліс                                 |
| 6  | ПЗ   | Кіпр       | Кіріякос Полікарпу Капітан                      |
| 7  | НП   | Кіпр       | Павлос Христодулу                               |
| 8  | ПЗ   | Португалія | Луїш Мігел Рібейру Тейшейра                     |
| 9  | НП   | Португалія | Ромеу Торреш                                    |
| 10 | ПЗ   | Португалія | Елдер Каштру                                    |
| 11 | ПЗ   | Кіпр       | Маріос Пехліваніс                               |
| 13 | ПЗ   | Кіпр       | Янніс Серафеїм                                  |
| 15 | ВР   | Кіпр       | Панайотіс Панайоту в оренді з Аполлон (Лімасол) |
| 16 | ЗХ   | Греція     | Ангелос Папастеріанос                           |
| 17 | НП   | Кіпр       | Константінос Кулумбріс                          |

| №  | Поз. | Нац. | Гравець                |
| -- | ---- | ---- | ---------------------- |
| 19 | ЗХ   | Кіпр | Константінос Авлонітіс |
| 21 | НП   | Кіпр | Созос Папахарламбус    |
| 23 | ЗХ   | Кіпр | Константінос Самарас   |
| 25 | ЗХ   | Кіпр | Андреас Хрістофідес    |
| 27 | ПЗ   | Кіпр | Евгеніос Антоніу       |
| 28 | ЗХ   | Кіпр | Константінас Сотіріу   |
| 30 | ПЗ   | Кіпр | Янніс Пахіпіліс        |
| 32 | ПЗ   | Кіпр | Андреас Ассіотіс       |
| 70 | ЗХ   | Кіпр | Андреас Андреу         |
| 75 | ЗХ   | Кіпр | Гавриїл Єролему        |
| 78 | НП   | Кіпр | Маріос Нярху           |
| 91 | НП   | Кіпр | Хрисовалантіс Капарціс |

### Тренерський штаб
|                          | \| Тренер \| Посада \| \| ------------------------ \| --------------- \| \| Головний тренер \| Хрісіс Міхаел \| \| Асистент тренера \| Маріос Елія \| \| Тренер воротарів \| Гіоргос Какуліс \| \| Тренер з фіз. підготовки \| Харіс Фалас \| |
| Тренер                   | Посада |
| Головний тренер          | Хрісіс Міхаел |
| Асистент тренера         | Маріос Елія |
| Тренер воротарів         | Гіоргос Какуліс |
| Тренер з фіз. підготовки | Харіс Фалас |

## Відомі гравці
- Андреас Алсібіадес
- Арістос Арістоклеус
- Деметріс Ассіотіс
- Ара Бедроссян
- Маріос Харламбус
- Деметріс Хрістофі
- Андреас Хрістофідес
- Костас Коста
- Деметріс Даскалакіс
- Хрістос Ефтиміу
- Костас Еліа
- Філіппос Філіппу
- Синиша Гогич
- Евагорас Хаджифрангіску
- Деметріс Іоанну
- Гіоргос Какулліс
- Фанос Кеталаріс
- Георгіас Колокудіас
- Деметріс Кіріяку
- Хрістофорос Лойзу
- Гіоргос Лойзу
- Стеліос Лонграс
- Константінос Луваріс
- Костас Малеккос
- Андреас Мавріс
- Янніс Мавру
- Андреас Меланаркітіс
- Маркос Міхаел
- Стефанос Мухтаріс
- Маріос Нефіту
- Гіоргос Ніколау
- Маріос Ніколау
- Ніколас Ніколау
- Нікос Ніколау
- Стеліос Оккарідес
- Янніс Пашипіс
- Антоніс Панагі
- Константінос Панагі
- Еміліос Панайоту
- Фейдіас Панайоту
- Панайотіс Панайоту
- Макіс Папаіоанну
- Никодимус Папавасиліу
- Маріос Пехліваніс
- Гіоргос Пелагіас
- Алексіс Піттас
- Константінос Самарас
- Гіоргос Сіеліс
- П'єрос Сотіріу
- Панайотіс Спіру
- Деметріс Стіліану
- Лукас Стіліану
- Маріос Темістоклеус
- Янніс Ксіполітас
- Адам Фоті
- Роберт Стамбольжиєв
- Ар'ян Бекай
- Іслі Хіді
- Сокол Кушта
- Андреа Марко
- Грег Моффат
- Деде
- Руї Паулу Сильва Жуніур
- Елдон Маквемба
- Ромик Хачатрян
- Аугустин Де Ла Каналь
- Маріано Коріско
- Гонсало де Поррас
- Сільвіо Гонсалес
- Емерсон Пінігутті
- Лукас Омар Родрігес Пагано
- Фабріс Локембо-Локасо
- Костадін Башов
- Румянчо Горанов
- Георгі Кавалов
- Йордан Лінков
- Кирил Михайлов
- Дельмір Баїч
- Аднан Гушо
- Мустафа Кучукович
- Есад Разич
- Фернанду ді Абреу Феррейра
- Марку Ауреліу Рібейру Барб'єрі
- Мерсіу Жозе Сантуш да Сільва
- Леонарду Перейра ді Олівейра
- Паулу Роберту Телеш Гоєш Собрінью
- Алешандре Пелкінг
- Родрігу Родрігеш Рібейру
- Крістіану Перейра ді Соужа
- Сезар Альберто Кастро
- Фернандо де Орнелас
- Годфред Бекое
- Браїма Інжаі
- Ангелос Дігозіс
- Гіоргос Папандреу
- Дімітріс Різос
- Стеліос Сфакіанакіс
- Сосо Чедія
- Кахабер Качарава
- Джемі Тутуана
- Едвард Кангва
- Дженвері Зямбо
- Едвард Машиня
- Фарейдун Занді
- Пабло Амо
- Мануель Гаспар Гаро
- Маріо Мартінес Рубіо
- Маріо Мартос
- Хосе Франко Гомес
- Пабло Даніель Суарес Баррейро
- Гаетано Монакелло
- Паулу Піна
- Серж Гоні
- Еммануель Кемоне
- Ламіне Ндао
- Андрейс Павловс
- Ернестас Шеткус
- Мамаді Берте
- Мамаду Джикіне
- Горгі Христов
- Карлуш Фуму Гонсалвіш
- Чіді Оньєма
- Абденассер Ель-Хаяті
- Гайнер Бакгаус
- Паулу Рінк
- Франциско Де Паула Базан
- Збігнєв Гржибовський
- Павел Капса
- Іву Алоншу
- Давід Каядо Діаш
- Карлуш Анде Філіпе Мартінш
- Тіагу Віейра Пінту Карнейру
- Алдер Каштру
- Жозе Мануель Шевела ді Соужа
- Угу Нуньєш Коелью
- Тіагу Кошта
- Іву Дамаш
- Педру Мігель Мімозу Дуарте
- Жозе Енріке Соуту Естевеш
- Жоау Паулу Пінту Рібейру
- Лаурінду Антоніу Леал Тавареш
- Угу Машаду
- Карлуш Маркеш
- Вітор Жозе Жоакім Перейра
- Сержіу Андре Олівейра да Сильва
- Елдер Бруну Маседу Соужа
- Жозе Карлуш Лейте ді Соужа
- Луїш Вузела
- Люсьєн Обей
- Геннадій Коркін
- Аурел Тікляну
- Саліф Кейта
- Славиша Чула
- Міленко Джедович
- Петар Дженич
- Веско Михайлович
- Ненад Миросавлєвич
- Горан Петковський
- Деян Русмир
- Сладжан Спасич
- Ненад Ставрич
- Йозеф Кожлей
- Ян Шафранко
- Саша Гайсер
- Станіслав Кузма
- Лука Павлін
- Миран Павлин
- Марко Симеунович
- Барнабаш Штипанович
- Едгардо Адінольфі
- Віталій Дорошенко
- Ліро Аалто
- Борис Ротенберг
- Ахмед Аїт-Ураб
- Юнес Бенгеллун
- Гільйом Бюзелен
- Борис Деугуе
- Мусса Койта
- Аліун Туре
- Маттіас Вершав
- Зденек Вальхона
- Павел Велеба
- Желько Байчета
- Горан Перишич
- Мілош Раданович
- Рікарду Нуньєш

## Відомі тренери
- Елі Фухс (1968–69)
- Константін Кернаяну (1983–85)
- Давид Кіпіані (1992–93)
- Ронні Велан (2000–02)
- Светозар Шапурич (липень 2002 – червень 2003)
- Бабіс Теннес (2003)
- Гіоргос Фоірос (2003–04)
- Ніколай Костов (2004–05), (2006–07)
- Райнер Рауфманн (травень 2005 – листопад 2005)
- Дітгельм Фернер (2005–06)
- Хуан Рамон Роча (2007–08)
- Хорхе Барріос (2008)
- Никодимос Папавасіліу (2008–09), (листопад 2009 – червень 2010), (лютий 2012 – вересень 2012)
- Саша Йованович (2010)
- Памбос Хрістодулу (липень 2010 – березень 2011)
- Нікос Пападопулос (серпень 2011 – лютий 2012)
- Ренос Деметріадес (вересень 2012 – лютий 2013)
- Маріос Константіну (лютий 2013 – чеврвень 2013)
- Костас Серафім (червень 2013 – грудень 2013)
- Саввас Параскева (грудень 2013 – квітень 2014)
- Горан Петковський (липень 2014 – серпень 2015)
- Хрісіс Міхаел (вересень 2015 – липень 2016)
- Саввас Параскева (серпень 2016 –листопад 2016)
- Хрісіс Міхаел (листопад 2016 –)